# Gasfylld detektor
Gasfyllda detektorer används för att mäta joniserande strålning. De består av ett elektriskt fält (anod och katod) i en gas; en kondensator. Då strålningen passerar gasen joniseras gasen, dvs det bildas elektriskt laddade partiklar. De positiva jonerna drivs av det elektriska fältet mot den negativa katoden och de negativa elektronerna drivs mot den positiva anoden. När jonisations elektronerna kommer nära anoden så kommer den elektriska fältstyrkan att öka. Det elektriska fältet får då jonisations elektronerna att färdas så pass snabbt att deras energi blir tillräckligt stor för jonisera andra atomer i gasen. Vilket resulterar i ännu fler elektroner som träffar avläsningstråden samtidigt. Denna process kallas jonisationslavin och den gör att en utläsningsbar elektriskt puls kan plockas upp från anoden.
Gasdetektorna ger information var i detektorn den inkommande partikel/fotonen befann sig. För att kunna bygga ett spår behövs flera utläsningar från andra dektektorer. Det är från spåren de intressanta variablerna kan beräknas vilket för gasfyllda detektorer är rörelsemängd och laddning på den inkommande partikeln om detektorn befinner sig i ett magnetiskt fält.
Gasen i detektorerna är oftast en blandning av en ädelgas och andra gaser t.ex. koldioxid. Gasblandning är vald med noggrannhet beroende på vilket användningsområde detektorn ska ha.

## Exempel på gasdetektor
- Jonisationskammare
- proportionalräknare
- GM-rör
- Övergångstrålnings detektor